# Carlos Marchena
Carlos Marchena López (Las Cabezas de San Juan, Sevilla, 31 de julio de 1979) es un exfutbolista internacional y entrenador español que desarrolló su carrera como defensa o centrocampista. Anteriormente fue el segundo entrenador del Valencia Club de Fútbol de la Primera División de España.
En 2011 fue galardonado con la Medalla de Oro de la Real Orden del Mérito Deportivo, máxima distinción individual del deporte otorgada en España.

## Trayectoria

### Como jugador
Se formó en el equipo local de su localidad, el C.D Cabecense, y más tarde en las categorías inferiores del Sevilla F. C.
Su debut con el primer equipo del Sevilla F. C. se produjo en la temporada 1997-98, cuando apenas contaba con dieciocho años. Este debut se vio favorecido por el hecho que el equipo militaba entonces en Segunda División. Tras otra temporada en la segunda categoría en la que se asentó en el primer equipo, ascendió a Primera.
Se proclamó campeón del mundo sub-20 en Nigeria, en el año 1999, formando equipo con jugadores como Xavi Hernández y Pablo Orbaiz, entre otros.
La temporada 1999-2000, en la que el equipo del barrio de Nervión regresó a Primera División no fue exitosa, ya que la grave crisis económica del club hispalense obligó a depender totalmente de los jugadores de la cantera como él, faltos de experiencia. Tras el consiguiente descenso y como el Sevilla F. C. necesitaba disminuir la deuda, fue vendido al S. L. Benfica.
Tras una temporada en el club lisboeta, formó parte de un intercambio con Zlatko Zahovič y llegó al Valencia C. F.
En el club ché no logró hacerse con la titularidad, ya que se encontraba por detrás de Ayala y Pellegrino en la rotación del equipo, por lo que disputó más de un partido como mediocentro defensivo. No obstante, su llegada concidió con la consecución del título de liga 30 años después por parte del club.
Las temporadas siguientes siguieron siendo exitosas, con la consecución de una nueva liga y una Copa de la UEFA, mientras que la participación de Marchena se fue haciendo más importante, hasta convertirse en titular indiscutible, lo que le sirvió para alcanzar la internacionalidad absoluta. 
Sin embargo, en la temporada 2005-06, el número de partidos disputados por fue inferior debido a la explosión de Raúl Albiol, que se convierte, junto a Roberto Ayala, en la opción preferida por Quique Sánchez Flores, por aquel entonces el entrenador. Aun así, fue convocado por la selección española para disputar el Mundial de Alemania 2006.
El 19 de diciembre de 2007, después de que el entrenador Ronald Koeman decidiera apartar a los capitanes David Albelda, Santiago Cañizares y Miguel Ángel Angulo, fue designado segundo capitán. Tras la Eurocopa 2008, donde participó en la victoria de la selección española, fue elegido por sus compañeros como nuevo capitán.
El 31 de agosto de 2010 se cerró su traspaso al Villarreal C. F., club por el que firmó tres temporadas. 
En 6 de agosto de 2012 firmó por una temporada con el R. C. Deportivo de La Coruña.
En 2013 optó por continuar en el conjunto coruñés pese al descenso de categoría, rechazando ofertas muy superiores en el ámbito económico de equipos de España y del extranjero. De hecho, un club australiano le ofreció un sueldo a la altura del de Del Piero, pero el sevillano esperó durante todo el verano para seguir en el Deportivo. En sus palabras: "He antepuesto la felicidad al dinero", "quise volver para pagar todo el cariño y devolver al equipo a Primera División." El 31 de mayo de 2014 el Deportivo ascendió de nuevo a la Primera División gracias a un gol del propio Marchena.
El 24 de julio de 2015 se hizo oficial su incorporación al Kerala Blasters, equipo de la Superliga de India. Al dejar el club indio, y a pesar de estar entrenándose con el C. D. Gerena, el 19 de enero de 2016 anunció oficialmente su retirada del fútbol profesional.

### Como entrenador
Tras su retirada regresó al Sevilla F. C. y en mayo de 2018 sería nombrado en el cargo de adjunto al Director de Fútbol del Sevilla FC, cargo que ocupaba a la par que Paco Gallardo. 
En junio de 2018, acepta la propuesta de Fernando Hierro para hacer de enlace con la plantilla de la selección española de fútbol durante el Mundial de Rusia. Volvería a su cargo en el club sevillista, una vez acabada la cita mundialista para España.
Durante la temporada 2019-20, sería segundo entrenador del Sevilla Atlético.
Tras ejercer varias funciones, Marchena abandonó el Sevilla FC en noviembre de 2021.
Tuvo una pequeña andadura por el CD Cabecense, club en el que se formó.
El 14 de febrero de 2023, firma como segundo entrenador del Valencia Club de Fútbol de la Primera División de España, formando parte del cuerpo técnico de Rubén Baraja.

## Selección nacional
Su debut se produjo el 21 de agosto de 2002 en un partido en el que España empató 1 - 1 con Hungría en la ciudad de Budapest (Hungría). Marchena ha disputado los Mundiales de 2006 y 2010 y las Eurocopas de 2004 y 2008. En esta última jugó de titular en cinco de los seis encuentros de la selección y se proclamó campeón. Además fue elegido en el Equipo ideal UEFA All-Star.
El 11 de julio de 2010 se proclamó campeón de la Copa Mundial de Fútbol de 2010.
Ha sido el futbolista que más partidos consecutivos invictos ha vivido en toda la historia de la selección de fútbol de España (57), siendo a la vez récord de cualquier selección mundial. Su récord comenzó el 11 de junio de 2003 y acabó el 7 de septiembre de 2010 en un partido amistoso contra Argentina, en el que perdió 4-1.

### Goles como internacional
| #  | Fecha                | Lugar                              | Rival                | Gol | Resultado | Competición                |
| -- | -------------------- | ---------------------------------- | -------------------- | --- | --------- | -------------------------- |
| 1. | 8 de junio de 2005   | Estadio Mestalla, Valencia, España | Bosnia y Herzegovina | 1-1 | 1-1       | Clasificación Mundial 2006 |
| 2. | 22 de agosto de 2007 | Estadio La Tumba, Salónica, Grecia | Grecia               | 1-1 | 2-3       | Amistoso                   |

### Participaciones en Juegos Olímpicos
| Torneo                | Sede   | Resultado        |
| --------------------- | ------ | ---------------- |
| Juegos Olímpicos 2000 | Sídney | Medalla de plata |

### Participaciones en Eurocopas
| Copa          | Sede          | Resultado    |
| ------------- | ------------- | ------------ |
| Eurocopa 2004 | Portugal      | Primera fase |
| Eurocopa 2008 | Austria Suiza | Campeón      |

### Participaciones en Copas del Mundo
| Mundial                               | Sede      | Resultado        |
| ------------------------------------- | --------- | ---------------- |
| Copa Mundial de Fútbol Sub-20 de 1999 | Nigeria   | Campeón          |
| Copa Mundial de Fútbol de 2006        | Alemania  | Octavos de final |
| Copa Mundial de Fútbol de 2010        | Sudáfrica | Campeón          |

### Participaciones en Copa Confederaciones
| Copa                           | Sede      | Resultado     |
| ------------------------------ | --------- | ------------- |
| Copa FIFA Confederaciones 2009 | Sudáfrica | Tercer puesto |

## Clubes

### Como jugador
| Club                         | País     | Año       |
| ---------------------------- | -------- | --------- |
| Sevilla Fútbol Club          | España   | 1997-2000 |
| S. L. Benfica                | Portugal | 2000-2001 |
| Valencia C. F.               | España   | 2001-2010 |
| Villarreal C. F.             | España   | 2010-2012 |
| R. C. Deportivo de La Coruña | España   | 2012-2014 |
| Kerala Blasters              | India    | 2015      |

### Como entrenador
| Club                                  | País   | Año       |
| ------------------------------------- | ------ | --------- |
| Sevilla F. C.                         | España | 2017-2018 |
| Sevilla F. C. (ayudante técnico)      | España | 2018-2019 |
| España (ayudante técnico)             | España | 2018      |
| Sevilla Atlético (segundo entrenador) | España | 2019-2020 |
| CD Cabecense juvenil                  | España | 2022      |
| Valencia CF (segundo entrenador)      | España | 2023      |

## Palmarés

### Títulos nacionales
| Título                     | Club           | País   | Año  |
| -------------------------- | -------------- | ------ | ---- |
| Primera División de España | Valencia C. F. | España | 2002 |
| Primera División de España | Valencia C. F. | España | 2004 |
| Copa del Rey               | Valencia C. F. | España | 2008 |

### Títulos internacionales
| Título                                   | Club (*)        | Sede          | Año  |
| ---------------------------------------- | --------------- | ------------- | ---- |
| Mundial sub-20                           | España sub-20   | Nigeria       | 1999 |
| Medalla de plata en los Juegos Olímpicos | España olímpica | Sídney        | 2000 |
| Copa de la UEFA                          | Valencia C. F.  | Gotemburgo    | 2004 |
| Supercopa de Europa                      | Valencia C. F.  | Mónaco        | 2004 |
| Eurocopa                                 | España          | Austria Suiza | 2008 |
| Copa Mundial de Fútbol                   | España          | Sudáfrica     | 2010 |

(*) Incluyendo la selección.

## Premios, reconocimientos y distinciones
- Medalla de Oro de la Real Orden del Mérito Deportivo, otorgada por el Consejo Superior de Deportes (2011)[13]

## Curiosidades
El Ayuntamiento de su pueblo natal decidió llamar al nuevo complejo polideportivo con su nombre en el 2010.